# 야기차르
야기차르(Янгичар, ? ~ 1309년)는 몽골 오고타이 한국의 칸이다. 야기차르는 몽골어로 젊은 사람, 남자 혹은 새로운 사람이라는 뜻이다. 오고타이 칸의 증손이고 카이두 칸의 아들이다.

## 생애
칭기즈 칸의 4대손으로 오고타이 칸의 증손이고, 오고타이 한국의 통치자 카이두 칸의 아들이다. 차파르, 쿠툴룬은 그의 형제간이다. 1301년 8월의 원나라와의 전투에서 얻은 부상으로 아버지 카이두 칸이 그해 혹은 이듬해 사망하자, 야기차르는 아버지 카이두 칸이 후계자로 지명한 오로스의 편에 섰다. 오로스가 패하자 그는 차가타이 한국의 두아에게로 망명하였다.
1306년 차파르 칸과 싸우다가 일련의 패배를 겪은 후 그는 자신의 군대와 귀족들에게 버림받았다. 1307년 두아는 쿠릴타이를 소집했고, 야기차르를 오고타이 한국의 새로운 칸으로 선출했다. 그러나 실권은 차가타이 한국 두아에게 있었다. 또한 두아는 오고타이 한국의 일부를 분할헤 투크메에게 넘겼고, 차파르는 울루스의 일부만을 다스릴수 있었다.
야기차르는 1308년 두아가 죽을 때까지 그에게 충실하였다. 이후 차가타이 한국에서 권력을 차지하려는 탈리쿠의 편에 섰다. 그러나 차가타이 한국의 다른 왕위 경쟁자와 대립하게 도니 야기차르는 차파르 및 투크메와 협력하여 차가타이 한국을 상대로 교전, 1309년 알말리크 근처의 결전에서 패하고 야기차르는 전사하였다.
| 전임 형 차파르 칸 | 제5대 우구데이 한국의 칸 (칸국의 북동부는 투크메: 1306년 ~ 1308년) 1306년 ~ 1308년 | 후임 형 차파르 칸 |